# Monster Allergy (serie animata)
Monster Allergy è una serie animata prodotta dal 19 dicembre 2005 al 2009 da Rainbow, ispirata all'omonima serie a fumetti originale pubblicata mensilmente dall'ottobre 2003 al febbraio 2006 da Walt Disney Italia. Sono state prodotte due serie per un totale di 52 episodi, più quattro episodi speciali, un film e uno spettacolo.

## Episodi
| Stagione         | Episodi | Prima TV  |
| ---------------- | ------- | --------- |
| Prima stagione   | 26      | 2005-2006 |
| Seconda stagione | 26      | 2009      |
| Speciali         | 4       | 2007-2009 |

Gli speciali non sono nuovi episodi nella serie, ma gli episodi "Bonus" delle altre stagioni in un contenitore appunto chiamato "serie Bonus", i cui episodi sono visibili anche nelle tabelle delle altre stagioni. Nella stagione Bonus è incluso il lungometraggio Monster Allergy: Back In Back diviso in 3 parti. È incluso anche il futuro lungometraggio Monster Allergy: The Rescue For Final. La serie è andata in onda originariamente su Toon Disney per la Pay TV, e su Rai 2 per la visione in chiaro.

## Doppiaggio
| Personaggio       | Doppiatore originale                                                                                     |
| ----------------- | --- |
| Ezechiele Zick    | Monica Ward                                                                                              |
| Elena Patata      | Monica Ward                                                                                              |
| Bombo             | Pietro Ubaldi                                                                                            |
| Timothy-Moth      | Oliviero Dinelli                                                                                         |
| Jeremy-Joth       | Ambrogio Colombo                                                                                         |
| Magnacat          | Roberto Draghetti                                                                                        |
| Hector Sinistro   | Leonardo Graziano                                                                                        |
| Zobedja Zick      | Andrea Ward                                                                                              |
| Greta Barrymore   | Alessandra Korompay                                                                                      |
| Teddy Thaur       | Massimo Di Benedetto                                                                                     |
| Terence Thaur     | Claudio Moneta                                                                                           |
| Johanna Thaur     | ? |
| Lay Mamery        | Loredana Nicosia                                                                                         |
| Theo Barrymore    | Pietro Ubaldi                                                                                            |
| Tessa Barrymore   | Caterina Rochira                                                                                         |
| Julie Patata      | Giò Giò Rapattoni                                                                                        |
| Harvey Patata     | Lucio Saccone                                                                                            |
| David McMackamack | Alessio Ward                                                                                             |
| Mattie O'Hara     | Raffaella Castelli                                                                                       |
| Patty Smirnov     | Monica Bertolotti                                                                                        |
| Soup              | Cinzia Villari                                                                                           |
| Ford              | Paolo Vivio                                                                                              |
| Ermelia Barrymore | Lorella De Luca                                                                                          |
| Pianta Digerente  | Elisabetta Spinelli (1ª voce) Irene Scalzo (2ª voce) Jolanda Granato (3ª voce) Renata Bertolas (4ª voce) |
| Omnised           | Diego Sabre                                                                                              |
| Omniquod          | Marco Balzarotti                                                                                         |
| Snyakutz Bu       | Riccardo Peroni                                                                                          |
| Paruto Porro      | Gianluca Iacono                                                                                          |
| Lardine           | Cinzia Massironi                                                                                         |

## Edizionehome video
| Titolo                                 | Anno Di Lancio | Numero DVD | Episodi contenuti |
| -------------------------------------- | -------------- | ---------- | ----------------- |
| Monster Allergy DVD BOX Stagione 1     | 2007           | 9          | 26                |
| Monster Allergy: Il domatore di mostri | 2007           | 1          | 1                 |
| Monster Allergy: I nuovi mostri        | 2008           | 1          | 1                 |

Il BOX della prima stagione, lanciato nel 2007, sono in realtà 9 diversi DVD contenenti 3 episodi l'uno, ad eccezione del 9º DVD che conta solo 2 episodi. È stata poi creata la possibilità di comprare tutti i DVD assieme costituendo quindi una sottospecie di DVD BOX. L'episodio Bonus non è integrato nei DVD, infatti è stato pubblicato in un DVD singolo lanciato dalle Merendine Kinder e Ferrero nello stesso 2007. La seconda stagione non è uscita in DVD, ma il suo episodio bonus sì: l'episodio è stato pubblicato in DVD come pubblicità della seconda stagione.